# هانا كيمورا
هانا كيمورا (باليابانية: 木村花؛ بالكانا: きむら はな) هي مصارعة محترفة يابانية، ولدت في 3 سبتمبر 1997 في يوكوهاما في اليابان. بعد سلسلة من التغريدات الانتحارية التي وجهت إليها عبر الإنترنت من مشاهدي البرنامج التلفزيوني تراس هاوس، تم العثور عليها ميتة منتحرة في شقتها في طوكيو في 23 مايو 2020 بعد ابتلاع كبريتيد الهيدروجين.

## الوفاة
في 23 مايو 2020 ، توفيت كيمورا عن عمر يناهز 22 عامًا  في وقت مبكر من صباح ذلك اليوم ، ونشرت كيمورا صورًا تؤذي نفسها على تويتر وإنستغرام أثناء مشاركة بعض التعليقات الكارهة التي تلقتها.
في 15 ديسمبر / كانون الأول 2020، أعلنت الشرطة أنها اعتقلت رجلاً في منتصف العشرينيات من عمره بتهمة التنمر الإلكتروني.

## روابط خارجية
- هانا كيمورا على موقع IMDb (الإنجليزية)
- هانا كيمورا على موقع قاعدة بيانات الفيلم (الإنجليزية)
- هانا كيمورا على موقع كينوبويسك (الروسية)
- هانا كيمورا على موقع WrestlingData.com (الإنجليزية)
- هانا كيمورا على موقع CageMatch worker (الإنجليزية)
- هانا كيمورا على موقع قاعدة بيانات المصارعة على الإنترنت (الإنجليزية)
- هانا كيمورا على موقع عالم المصارعة على الإنترنت (الإنجليزية)